# Madantispa pauliani
Madantispa pauliani är en insektsart som beskrevs av Eduard Handschin 1963. Madantispa pauliani ingår i släktet Madantispa och familjen fångsländor. Inga underarter finns listade i Catalogue of Life.